# Temperatuurstraler
Een temperatuurstraler is een lichtbron waarbij het licht geproduceerd wordt door materie met een hoge temperatuur. Temperatuurstralers gedragen zich bij benadering als een zwarte straler.
Lichtbronnen op basis van temperatuurstraling hebben een slecht rendement. Dit wil zeggen dat maar een gering gedeelte van de toegevoegde energie omgezet wordt in licht en het overige overgrote deel in warmte.

Vanaf een temperatuur van ongeveer 480 graden Celsius (circa 720 K) begint materie licht uit te zenden in een donkerrode kleur. Naarmate de temperatuur wordt opgevoerd wordt het licht steeds witter. Voor het geelwitte licht van de gloeilamp ligt de temperatuur van de gloeidraad zo rond de 2500 graden Celsius.